# Dorfkirche Hasenholz

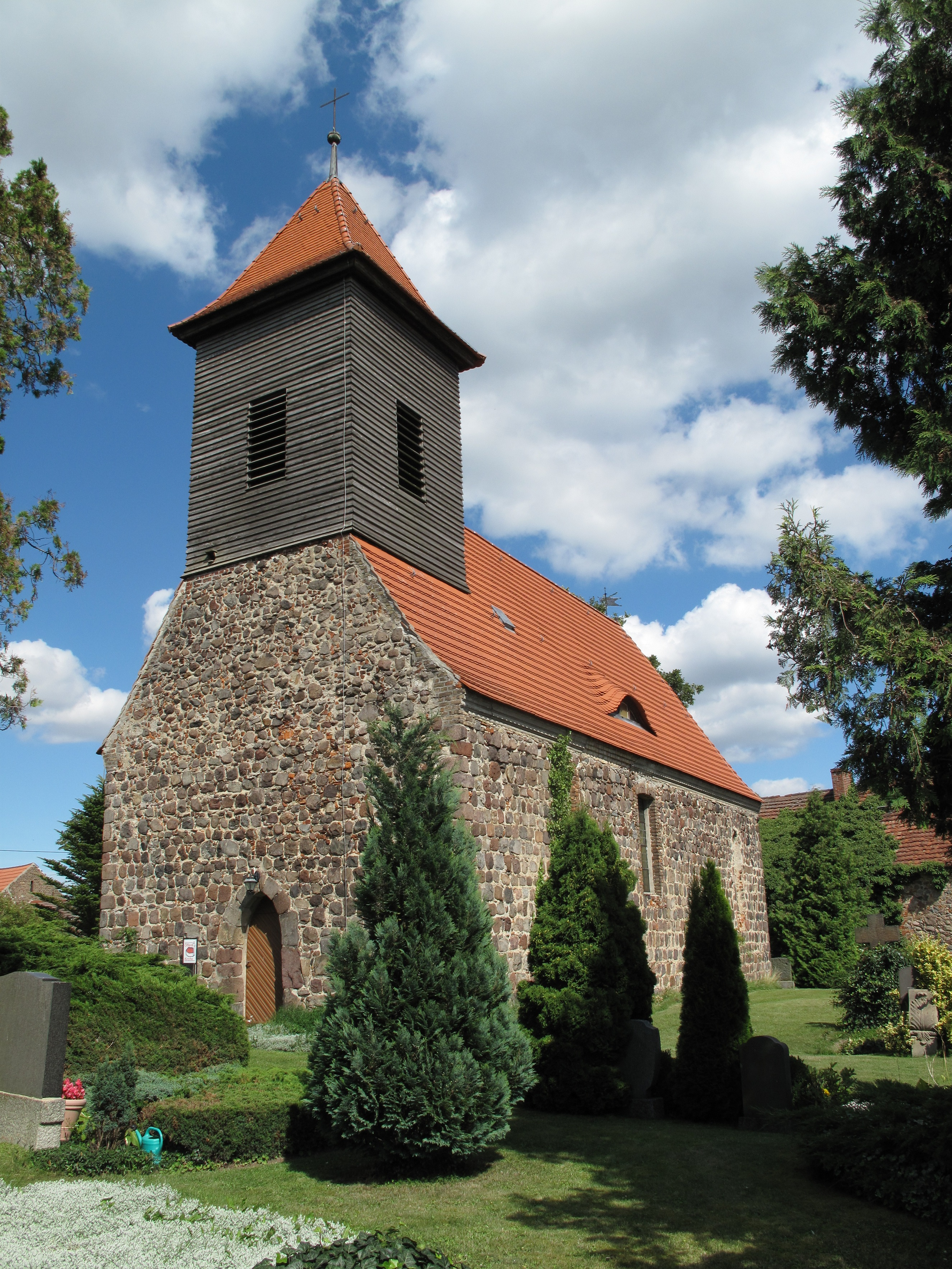
Dorfkirche Hasenholz

Die evangelische, denkmalgeschützte Dorfkirche Hasenholz steht in Hasenholz, einem Gemeindeteil der Landstadt Buckow im Landkreis Märkisch-Oderland in Brandenburg. Sie gehört zur Kirchengemeinde Buckow im Kirchenkreis Oderland-Spree der Evangelischen Kirche Berlin-Brandenburg-schlesische Oberlausitz.

## Beschreibung
Die Feldsteinkirche wurde in der zweiten Hälfte des 13. Jahrhunderts gebaut. Aus dem Satteldach ihres Langhauses, an dessen Südostecke ein Schachbrettstein eingebaut ist, erhebt sich im Westen ein mit Brettern verkleideter, mit einem Pyramidendach bedeckter Dachreiter aus Holzfachwerk, der hinter den Klangarkaden den Glockenstuhl beherbergt, in dem eine 1569 gegossene, nach 1945 erworbene Kirchenglocke hängt.
Der Innenraum ist mit einer Holzbalkendecke überspannt. Zur Kirchenausstattung gehört ein barocker Kanzelaltar. Die 1906 von den Gebrüdern Dinse gebaute und 1953 umdisponierte Orgel auf der Empore hat sieben Register auf einem Manual und Pedal.